# Distretto di Nanyue
Il distretto di Nanyue (南岳区S, Nányuè QūP) è un distretto della Cina, situato nella provincia di Hunan e amministrato dalla prefettura di Hengyang.